# 니시와가정
니시와가정(일본어: 西和賀町 니시와가마치[*])은 일본 이와테현 중서부에 있는 와가군의 정이다.
세 방면으로 해발 1,000m급의 오우산맥에 둘러싸여 있고 나머지 한쪽은 아키타현 요코테 분지를 향해 열려 있는 점이 특징이다. 이 지형에 의해서 겨울에는 2m 이상의 눈이 쌓여 특별 폭설 지대로 지정되어 있다. 이 지역의 거주 역사는 오래되었고 구석기 시대의 유적이 정내에서 발견되고 있다.

## 지리
정의 동서에는 1,000m급의 험한 산지가 있고 정은 거기에 끼어 있는 남북 방향의 와가강 계곡 안에 있다. 쾨펜의 기후 구분으로는 냉대 습윤 기후(Dfa)에 속한다. 매우 눈이 많은 폭설 지대로 겨울 적설량은 2m 이상이다.

### 기후
기후는 동해 측의 성격이 강하고, 폭설 지대이다.
습윤하고 일조량이 적다. 쾨펜의 기후 구분은 유다 지역이 Cfa, 사와우치 영역이 Dfa에 속한다.

## 역사
- 2005년 11월 1일 - 와가군 유다정과 사와우치촌이 합병해 와가군 니시와가정이 되었다.

## 인구
| 연도 | 인구   | ±%     |
| ---- | ------ | ------ |
| 1920 | 12,120 | —      |
| 1930 | 15,320 | +26.4% |
| 1940 | 16,483 | +7.6%  |
| 1950 | 18,682 | +13.3% |
| 1960 | 19,364 | +3.7%  |
| 1970 | 12,667 | −34.6% |
| 1980 | 9,989  | −21.1% |
| 1990 | 8,973  | −10.2% |
| 2000 | 7,375  | −17.8% |
| 2010 | 6,601  | −10.5% |

## 교통

### 철도
- 동일본 여객철도 기타카미선

### 도로
- 아키타 자동차도
- 국도 107호선